# رامان آبلویچ کاچانوف
رامان آبلویچ کاچانوف (روسی: Роман Абелевич Качанов؛ ۲۵ فوریهٔ ۱۹۲۱ – ۴ ژوئیهٔ ۱۹۹۳) کارگردان فیلم، فیلم‌نامه‌نویس و پویانمای یهودی اهل اتحاد جماهیر شوروی و پدر رامان کاچانوف بود. پدر و تنها خواهر او در جریان هولوکاست به‌قتل رسیدند.
او یکی از انیماتورهای کارتون ملاقات با سنت نیکلاس و کارگردان کارتون‌های چیبوراشکا و شاپوکلیاک بود.
وی همچنین برندهٔ جوایزی همچون هنرمند مردمی جمهوری شوروی فدراتیو سوسیالیستی روسیه، جایزه آنی، و جایزه دولتی اتحاد شوروی شده‌است.